# Farbenfehlsichtigkeit

Ishihara-Tafel, auf der Normalsichtige deutlich ein grünes „W“ im Stil des Wikipedia-Logos auf rotem Untergrund erkennen.

Unter Farbenfehlsichtigkeit (Dyschromatopsie, Dyschromasie) versteht man eine erbliche Anomalie der Netzhaut, von der etwa acht bis neun Prozent der Männer, aber nur etwa ein Prozent der Frauen betroffen sind. Die Betroffenen haben eine Anomalie an mindestens einem der drei farbevermittelnden Rezeptoren der Zapfenzellen der Netzhaut des Auges.
Oft wird anstelle von Farbenfehlsichtigkeit irreführend der Begriff Farbenblindheit verwendet. Tatsächlich ist aber bei Farbenfehlsichtigkeit für die meisten Betroffenen die Farbwahrnehmung lediglich eingeschränkt, während bei der (totalen) Farbenblindheit oder Achromatopsie, die sehr selten ist, gar keine Farben unterschieden werden können.
Der genaue Typ einer Farbfehlsichtigkeit lässt sich beim Menschen mit einem Farnsworth-Test oder mit einem Anomaloskop bestimmen. Eine einfache qualitative Methode besteht darin, der Testperson eine pseudoisochromatische Farbtafel nach Ishihara, nach Stilling-Velhagen, nach Ernst Heinsius oder nach Edridge-Green vorzulegen. Ob das Sehvermögen der Person für bestimmte Berufe (Pilot) geeignet ist, wird außerdem mit anderen speziellen Methoden (Beyne-Lanterntest) untersucht.
Eine vergleichsweise häufig auftretende Farbenfehlsichtigkeit ist die Rot-Grün-Sehschwäche.

## Ursache
Farbenfehlsichtigkeit ist in den meisten Fällen genetisch bedingt, also angeboren. Eine der ersten wissenschaftlichen Studien zum Thema legte 1878 Fritjof Holmgren vor. Ein voll farbtüchtiger Mensch besitzt für das Tagsehen drei unterschiedliche Rezeptoren, die sogenannten Zapfen und zählt daher zu den Trichromaten (altgriech. τρίς trís ‚drei‘ und χρῶμα chrôma ‚Farbe‘). Die drei Farb-Rezeptoren vermitteln die Grundfarben Rot, Grün und Blau; die Mischung dieser Rezeptorerregungen gibt den Sinneseindruck Farbe. So entsteht zum Beispiel die Farbe Gelb im Gehirn durch die Anregung der Rezeptoren für Rot-Sehen und Grün-Sehen (siehe Grundfarbe). Bei Farbenfehlsichtigkeit ist die Funktion mindestens einer dieser Rezeptoren eingeschränkt. Eine volle Funktionsfähigkeit des Farbensehens wird beim Gesunden auch als Polychromasie bezeichnet.

## Klassifizierung

### Monochromasie
Lebewesen mit nur einem farbenvermittelnden Rezeptor (rot, grün, blau oder UV) sind Monochromaten (altgriech. μόνος mónos ‚einzeln‘). Sie können keine differenzierbaren Farben, sondern lediglich Graustufen wahrnehmen.

### Dichromasie
Lebewesen mit zwei Zapfenarten für das Farbempfinden werden Dichromaten (altgriech. δίο dío ‚zwei‘) genannt. Menschen, bei denen ein Farbrezeptor defekt ist, zählen dazu:
- Protanopen fehlen die L-Zapfen (L für long/langwelliges Licht). Sie haben keine Möglichkeit, die über die L-Zapfen gesteuerten Sinnesreize (die durch einstrahlendes Licht / Photonen ausgelöst werden) zu verarbeiten. Da das Licht, das die L-Zapfen anregt, hauptsächlich im roten Spektralbereich liegt, spricht man von Rotblindheit. Ist durch eine Mutation das Gen des Opsins für den Rotzapfen nur so verändert, dass sein Absorptionsmaximum zu dicht am M-Zapfen ist, spricht man von Protanomalie.
- Deuteranopen fehlen die M-Zapfen (M für medium/mittel). Dies sind die Zapfen, die hauptsächlich auf Licht im grünen Farbbereich reagieren. Daher spricht man von Grünblindheit. Ist durch eine Mutation das Absorptionsmaximum des Grünzapfens zu dicht an dem des Rotzapfens, spricht man von Deuteranomalie.

Die vorgenannten werden zusammenfassend als Rot-Grün-Sehschwäche bezeichnet. Protanope und Deuteranope werden als rot- oder grünblind bezeichnet. Ein Sonderfall ist die Blauzapfenmonochromasie, bei der Rot- und Grünblindheit gleichzeitig vorliegt.
- Tritanopen fehlen die S-Zapfen (S für short) oder (auf Deutsch) die K-Zapfen (K für kurz). Betroffene sind blaublind. Man spricht von Blau-Gelb-Sehschwäche. Diese ist viel seltener als die Rot/Grün-Sehschwäche.

Farbenfehlsichtige Menschen sind für die Wissenschaft von Interesse, da anhand ihrer Sehschwächen Theorien zum Sehen verifiziert oder falsifiziert werden können.

### Anomale Trichromasie
Neben dem Fehlen von bestimmten Zapfen können auch bei Vorhandensein aller Zapfen Farben von Individuen signifikant anders wahrgenommen werden. Je nach betroffenem Zapfen wird dann neben der oben bereits erwähnten Deuteranomalie auch jeweils von Protanomalie und Tritanomalie gesprochen. Die Häufigkeit der anomalen Trichromasien ist für L- und M-Zapfen weit höher als das komplette Fehlen der Zapfen.

## Krankheitshäufigkeit
Die Prävalenz für eine totale Farbenblindheit wird mit unter 0,01 % der Bevölkerung angegeben. Da die Gene für L- und M-Zapfen x-chromosomal rezessiv vererbt werden, kommen entsprechende Störungen bei Männern deutlich häufiger vor als bei Frauen.
|          | Gesamt | Protanomalie | Protanop    | Deuteranomalie | Deuteranop  | Tritanomalie und Tritanopie | Monochromasie |
| -------- | ------ | ------------ | ----------- | -------------- | ----------- | --------------------------- | ------------- |
| männlich | 8 %,4  | 1,6 %        | 1,1 %       | 4,2 %          | 1,5 %       | 0,001 %                     | 0,0001 %      |
| weiblich | 0,4 %  | 0,05 %       | sehr selten | 0,3 %          | sehr selten | 0,001 %                     | 0,0001 %      |